# Almarestäkets borg
För andra betydelser, se Almarestäket.

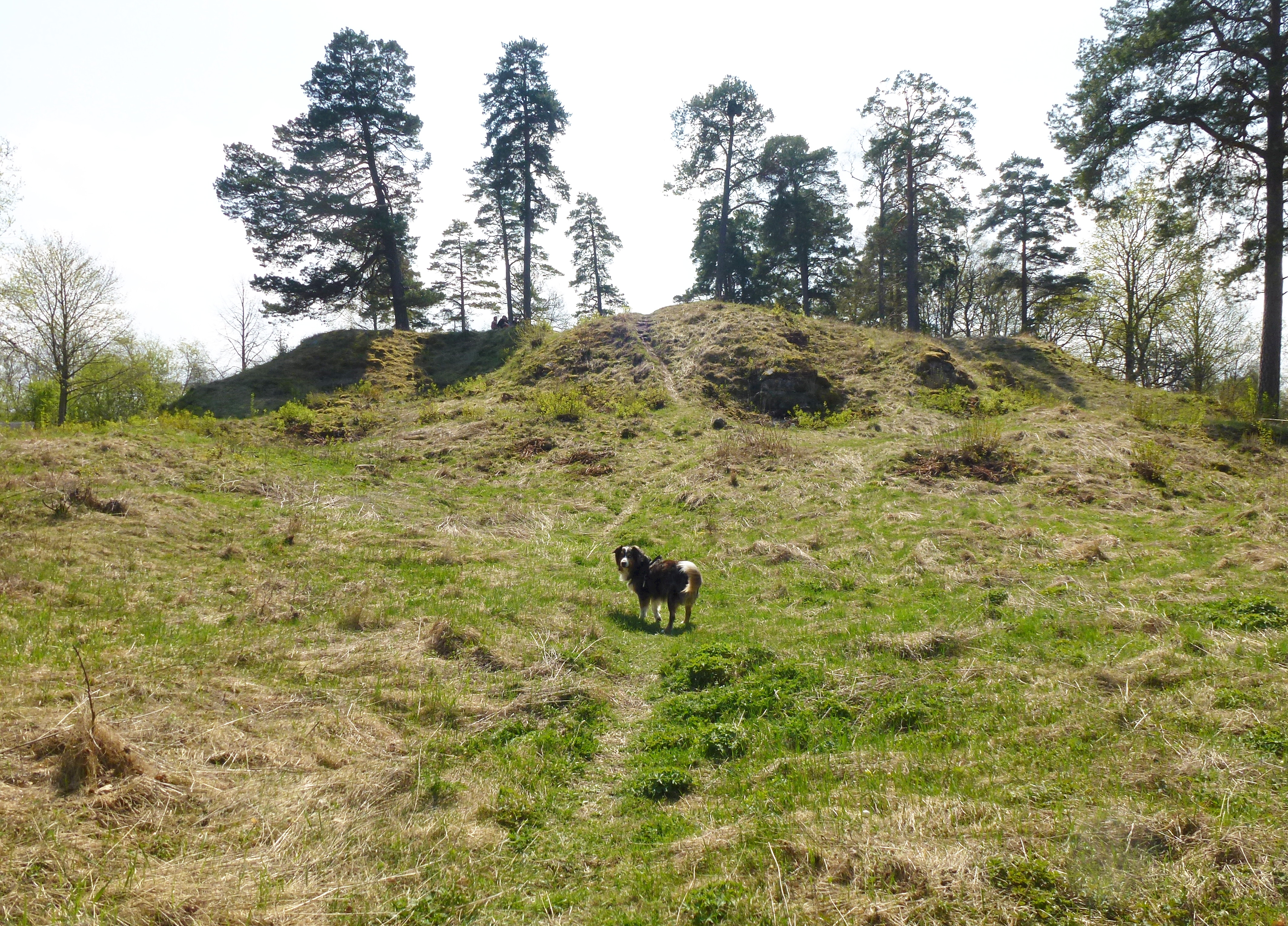
Ruinhögen efter Biskoparnas borg, 2013.

Almarestäkets borg eller Sankt Eriks borg är en medeltida borgruin på Stäketsholmen, en del av nuvarande Stäksön vid Stäksundet i Upplands-Bro kommun i Stockholms län. Anläggningen är namngiven efter Erik den helige och var en gång en av Sveriges starkaste och mest omtalade borgar. Almarestäkets borg är en fornlämning.

## Historik

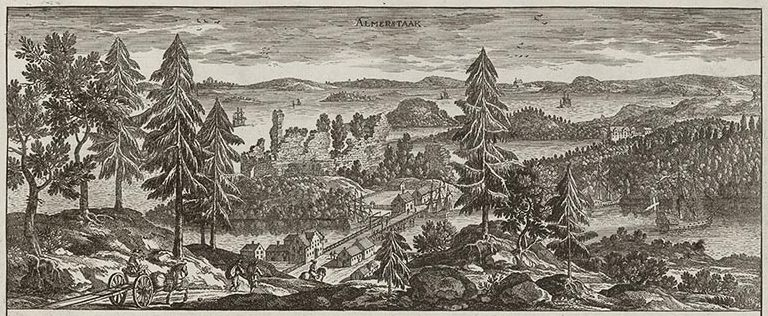
Borgruinen i Suecia-verket, 1690-talet.

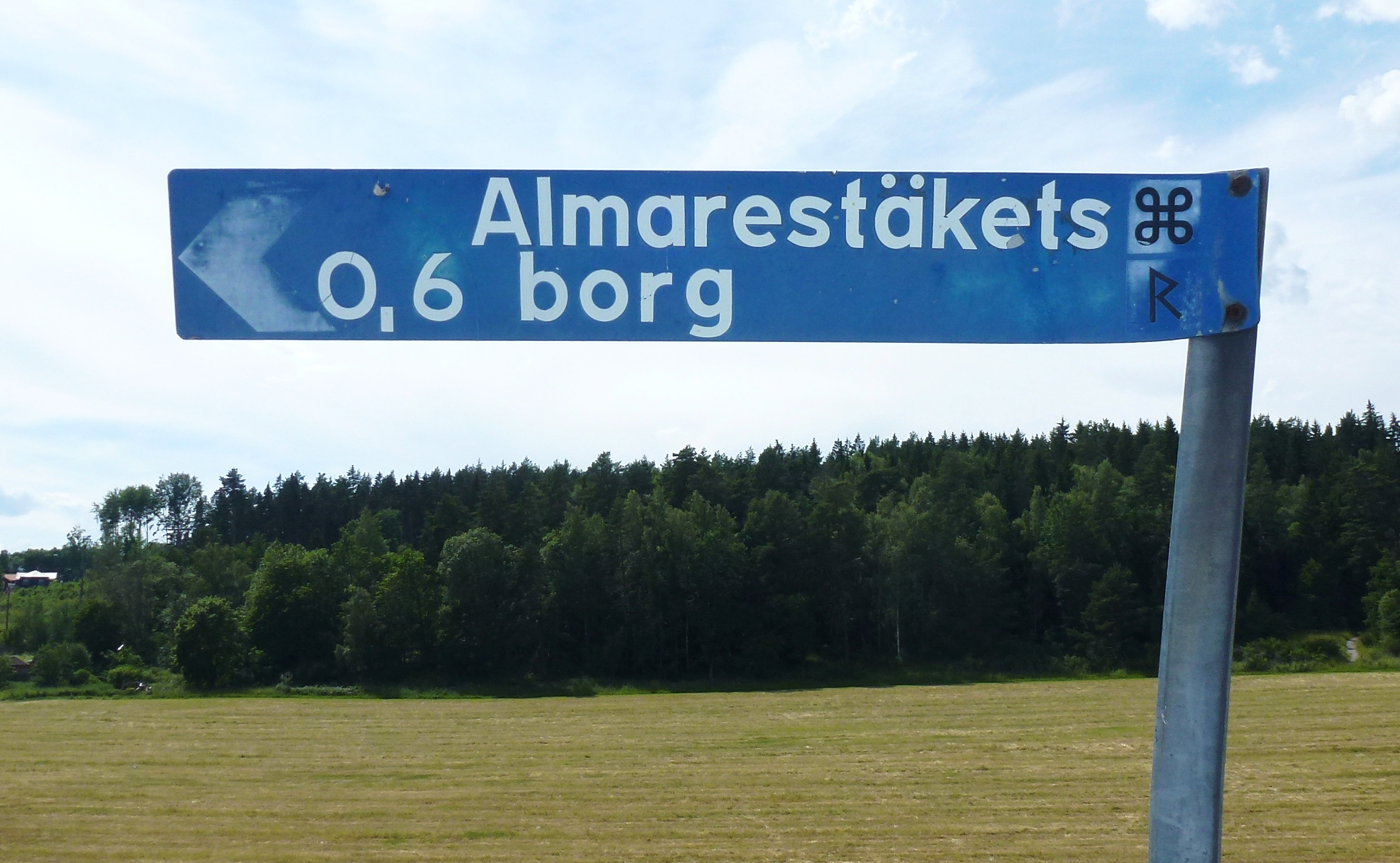
Vägvisare till borgen.

En borg byggdes redan under 1100-talet på Stäketsholmen och fungerade som försvarsanläggning för städerna Sigtuna och Uppsala. Här gick en viktig vattenled mellan Stockholm och Uppsala och den som hade kontroll över vattenvägarna hade även kontroll över riket. Under hela medeltiden pågick en ständig dragkamp mellan kungen och kyrkan om vem som fick styra över borgen.
Borgen nämndes första gången i slutet av 1300-talet och omskrivs i Karlskrönikan som nedbränd natten till 11 november 1434  av Eric Nipertz, på order av Erik av Pommern och hövitsmannen på Stockholms slott Hans Kröpelin. Anledningen var att förhindra Engelbrekt Engelbrektssons trupper att erövra slottet. År 1440 fick ärkebiskop Nils Ragvaldsson tillåtelse att bygga en ny borg som stod färdig omkring tio år senare. 

### Rivning
Under 1510-talets inrikespolitiska stridigheter innehade ärkebiskopen Gustav Trolle borgen som 1516–17 utsattes för belägring av hans huvudmotståndare Sten Sture den yngre. Sten Sture genomdrev 1517, trots uttalat hot om bannlysning, ett beslut i riksrådet om att borgen skulle rivas. Rivningen var uppenbarligen genomförd 1519, då det finns uppgifter om att teglet hade fraktats från Stäket till Stockholm för att återanvändas. Händelsen blev upptakten för Stockholms blodbad 1520.

## Ruinen idag
Borgruinen presenterar sig idag som en lättillgänglig platåliknande kulle med utbredning  125 x 80 meter och en höjd av 3-4 meter. I nordvästra delen syns spår av fundament och husgrunder med gropar fyllda av gråsten och enstaka murtegel. I västra slänten finns en sträng av block som möjligtvis kan härröra från en rasad mur. Från ruinkullen har man en vidsträckt utsikt över Görväln och Stäksundet. Nedanför kullen återfinns en cirka fem meter hög obelisk i röd granit som restes år 1804 och påminner om brobygget av intilliggande bron över Stäksundet (se Stäketbron (vägtrafik)#Minnessten).

### Bilder, borgruinen

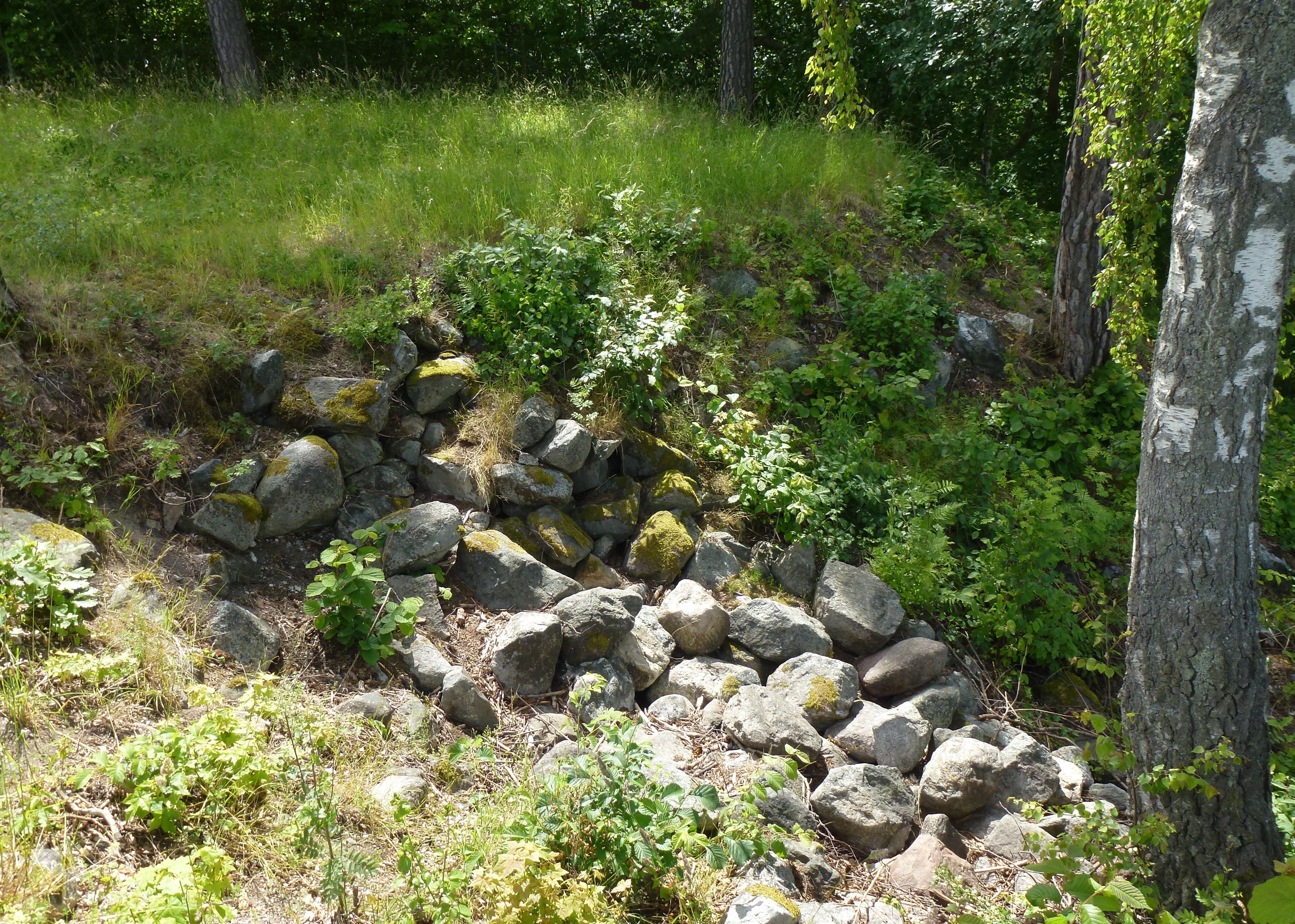
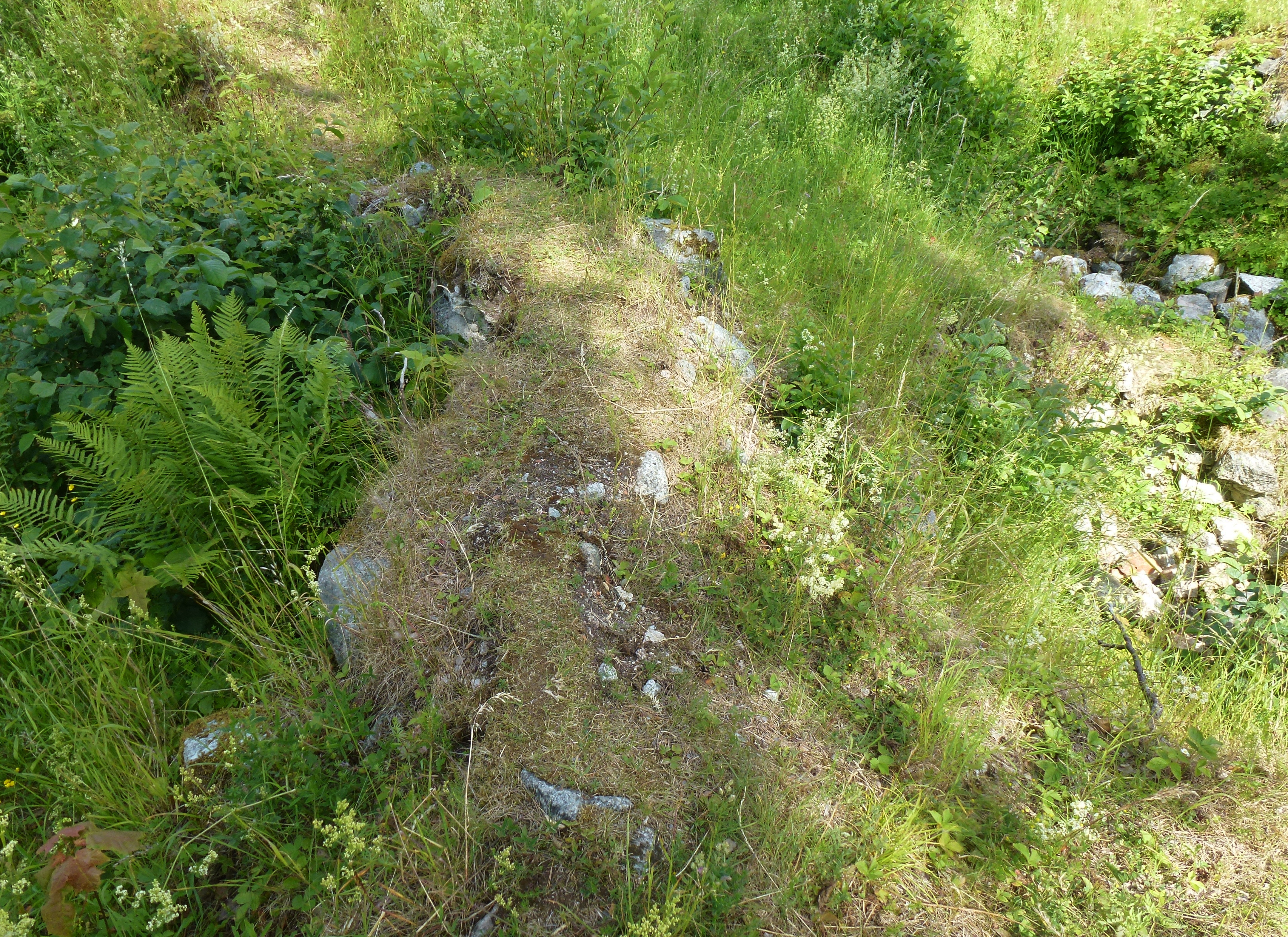
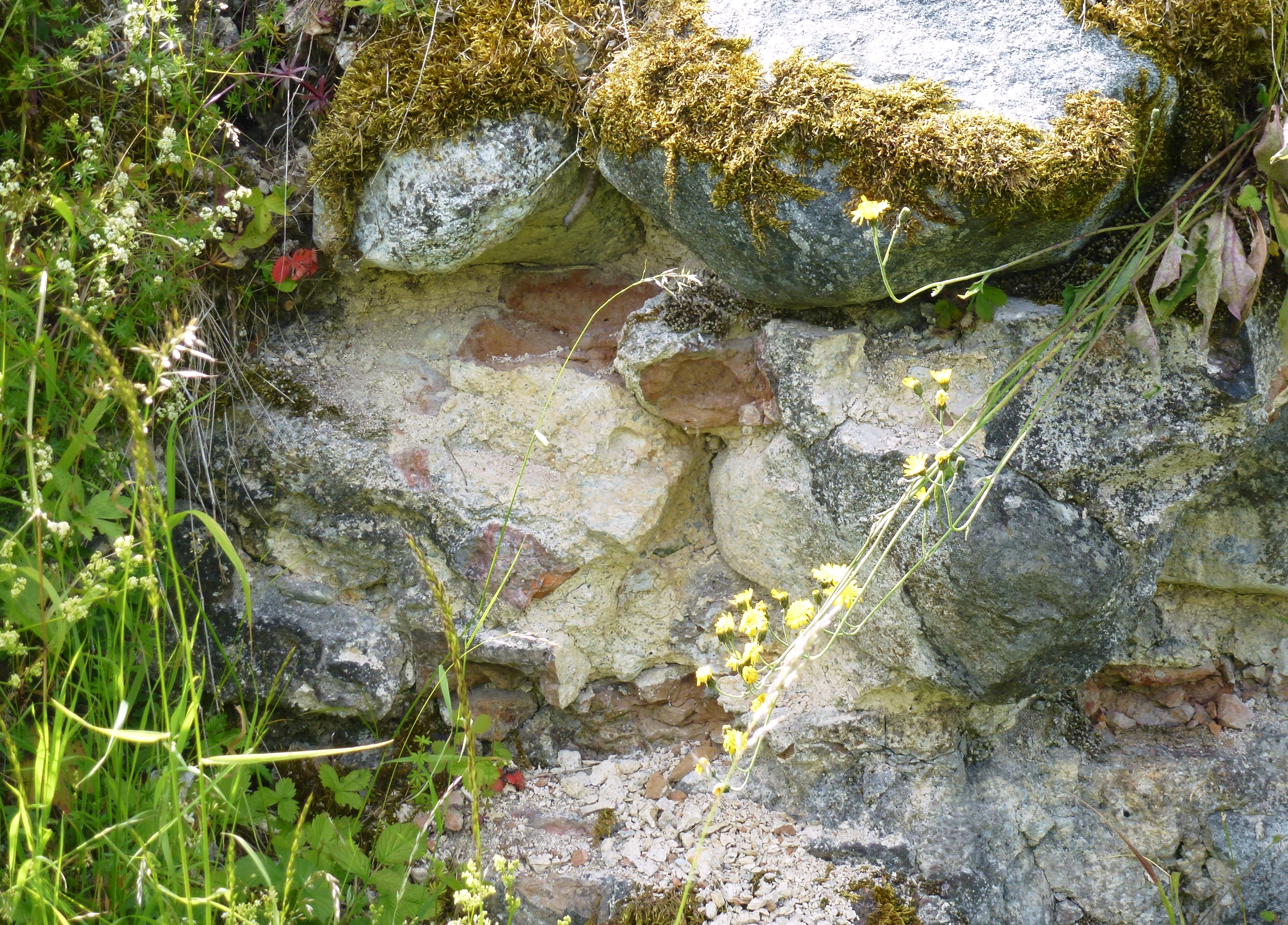
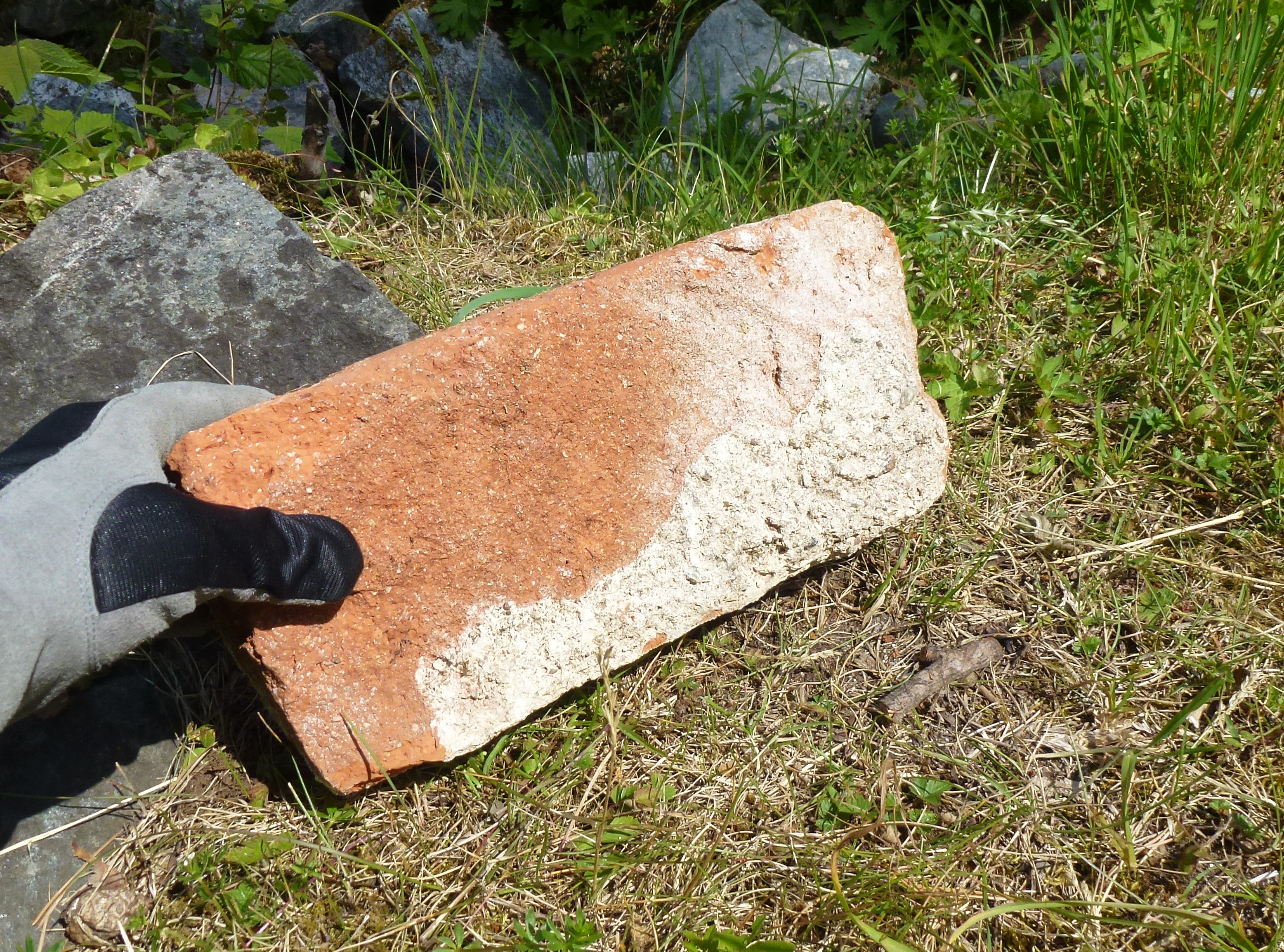